# Axel Unæus
Axel Ferdinand Unæus, född den 22 oktober 1842 i Väse socken, Värmlands län, död den 26 december 1918 i Söderköping, var en svensk jurist.
Unæus blev 1861 student vid Uppsala universitet, där han avlade kameralexamen 1864 och examen till rättegångsverken 1865. Han blev vice häradshövding 1871 och häradshövding i Ångermanlands mellersta domsaga 1882. Unæus var häradshövding i Hammarkinds, Stegeborgs och Skärkinds domsaga 1893–1912. Han blev riddare av Nordstjärneorden 1892. Unæus vilar på Sankt Laurentii kyrkogård i Söderköping.